# روان‌پزشک (مانگا)
روان‌پزشک (Shrink～精神科医ヨワイ～ Shurinku ~ Seishinkai Yowai ~) مجموعه مانگای ژاپنی به نویسندگی جین نانامی و تصویرگری تسوکیکو است. این مانگا در مجله گراند جامپ شوئیشا از ژوئن ۲۰۱۹ به چاپ رسید. یک درام لایواکشن ژاپنی از روی این اثر اقتباس شد که در سه قسمت بین ماه اوت و سپتامبر ۲۰۲۴ در تلویزیون عمومی ان‌اچ‌کی پخش شد.

## خلاصه داستان
کونوسوکه روان‌پزشکی است که یک کلینیک را در کوچه پس کوچه‌های شینجوکو اداره می‌کند. او با دقت بیماران را درمان می‌کند و به آنها امید می‌دهد. یوری، پرستار تازه‌وارد، کارهای او را تحسین می‌کند اما از گذشته غم‌انگیز او بی‌خبر است.

## بازخورد
این مانگا در سال ۲۰۲۱ برنده پنجمین جایزه سایتو تاکائو شد.